# Topçuköy/Agios Andronikos
Agios Andronikos (griechisch Άγιος Ανδρόνικος, türkisch Topçuköy) ist eine Kleinstadt in der Türkischen Republik Nordzypern, nahe dem Westrand der Halbinsel Karpas.
1831 zählten die osmanischen Behörden 16 türkische und keine griechischen Einwohner. 1891 hatte der Ort insgesamt 130 Einwohner, davon waren 11 Griechen und 119 Türken. Zehn Jahre später wurden keine Griechen gezählt, die Zahl der (türkischen) Bewohner lag bei 129. Nur in den Jahren 1911 und 1931 zählte man griechische Bewohner, nämlich 6 und 2. 1921 und 1931 zählte man insgesamt 188, bzw. 202 Einwohner, 1946 waren es 286, 1960 bereits 297. Von 1964 bis 1974 gehörte die türkischsprachige Enklave zu Famagusta, ihre Einwohnerzahl wurde auf 375 geschätzt (1971).
1973 wurden 319, nun ausschließlich zyperntürkische Bewohner gezählt, während 1988 eine unbekannte Zahl von anderen Nationen zu den insgesamt 288 Einwohnern gezählt wurde. Ähnlich sah es 1996 aus, als man 285 Einwohner ermittelte, bzw. im Jahr 2006, als 336 Einwohner ermittelt wurden. Damit ist der Ort einer der wenigen im Norden Zyperns, der weitgehend von den ursprünglichen Bewohnern besiedelt ist.